# Kaskikot

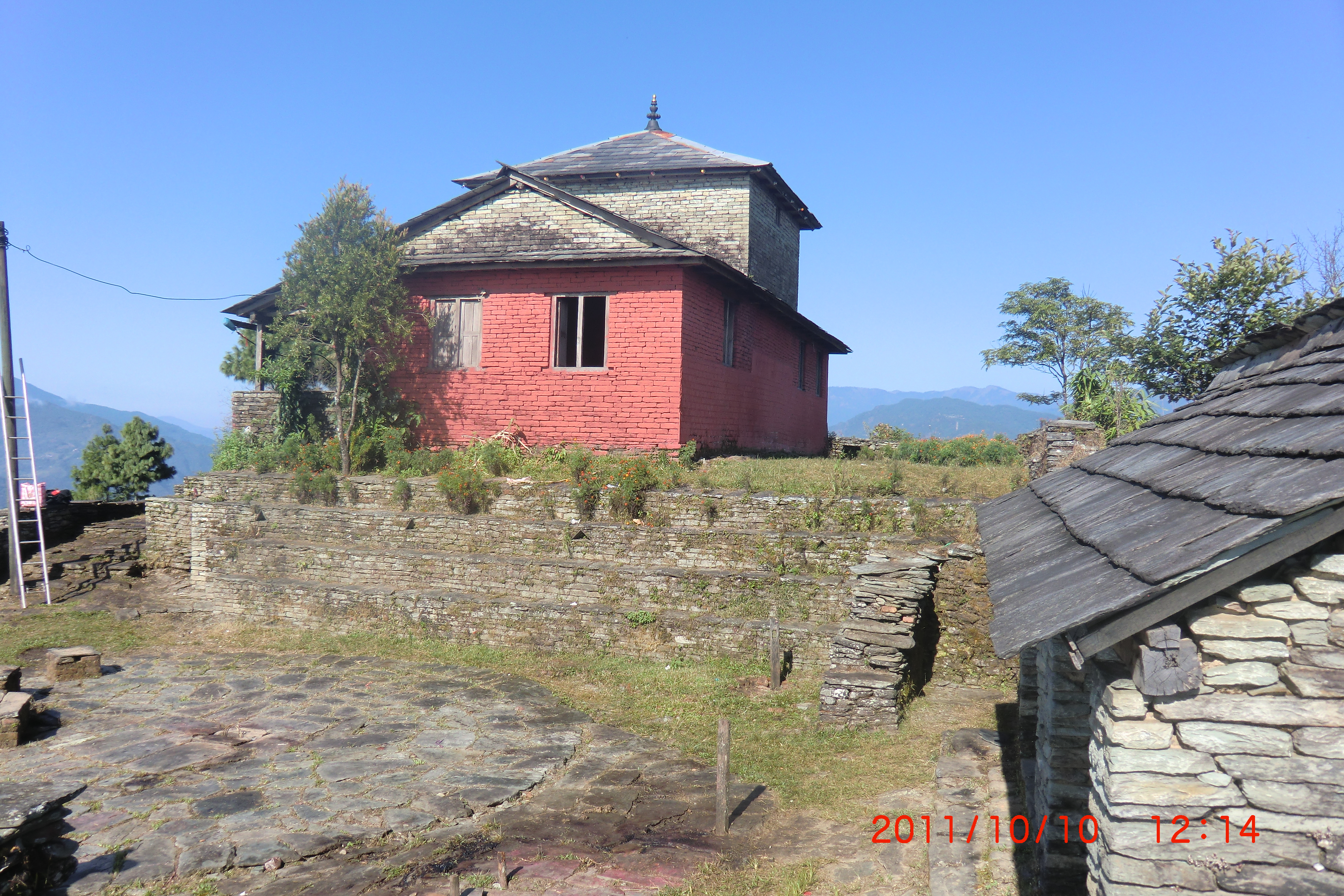
Tempel in Kaskikot

Kaskikot (Nepali कास्कीकोट) ist ein Dorf und ein Village Development Committee (VDC) im Distrikt Kaski der Verwaltungszone Gandaki in Zentral-Nepal.
Der Ort Kaskikot liegt auf einem Vorberg des Annapurna Himal nordwestlich des Phewa-Sees und westlich der Stadt Pokhara. Kaskikot ist ein beliebtes Touristenziel, da es einen hervorragenden Blick auf die Berge, Teile der Stadt Pokhara und den See bietet.

## Einwohner
Das VDC Kaskikot hatte bei der Volkszählung 2011 5892 Einwohner (davon 2591 männlich) in 1508 Haushalten.

## Dörfer und Weiler
Kaskikot besteht aus mehreren Dörfern und Weilern. 
Die wichtigsten sind:
- Banskot (810 m ⊙)
- Karaudi (1290 m ⊙)
- Kaski (1290 m)
- Kotmaulo (1470 m ⊙)
- Pame (805 m ⊙)